# Coeliccia hoanglienensis
Coeliccia hoanglienensis är en trollsländeart som beskrevs av Cuong 2007. Coeliccia hoanglienensis ingår i släktet Coeliccia och familjen flodflicksländor. IUCN kategoriserar arten globalt som otillräckligt studerad. Inga underarter finns listade i Catalogue of Life.